# Kiss-in

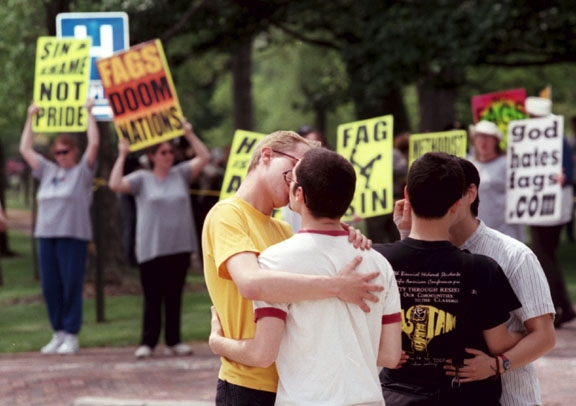
Des étudiants gays et lesbiennes s'embrassent devant un groupe de manifestants anti-homosexuels

Le kiss-in est une forme de manifestation qui consiste à s'embrasser sur la voie publique, ou dans un lieu ou un édifice public. Ce type d'action est né dans la communauté homosexuelle américaine, dans les années 1980 et s'est ensuite répandue dans quelques pays d'Europe et du monde. Les couples homosexuels participants ont pour objectif de favoriser la visibilité des homosexuels en rompant avec la clandestinité à laquelle la société les a habitués.
Ce mode de protestation est directement inspiré de la pratique du sit-in des années 1960 et suivantes.

## Quelques actions
À Lyon, plusieurs associations LGBT ont organisé un kiss-in pour la St Valentin le 14 février 2006. Elles ont choisi de faire campagne pour mettre en avant "un modèle positif de construction identitaire, en soulignant que le désir pour une personne du même sexe n'est qu'une question d'amour et ne devrait pas donner lieu à un jugement moral".
En Italie, un kiss-in a été organisé par l'association Arcigay le 2 août 2007, devant le Colisée. Il répond a l'arrestation d'un couple gay qui s'était embrassé devant ce même monument, le 27 juillet. Il s'agit probablement du premier kiss-in médiatisé en Europe, avec celui qu'Act Up-Paris a organisé le 17 mai 2007, à l'occasion de la Journée Mondiale de Lutte contre l'Homophobie, devant l'ambassade parisienne du Nigéria pour protester contre l'homophobie d'État en Afrique.
Samedi 17 mai 2008, à 14H, place de la République à Paris, à l’appel d’Act Up-Paris, du comité IDAHO, des Panthères roses, d'Aides, de SOS Homophobie, de Tjembe Red, des Putes, du collectif LMSI et d'autres associations, un rassemblement contre la lesbophobie (thème de la Journée Mondiale de Lutte contre l'Homophobie 2008) s'est conclu par un kiss-in d'une dizaine de couples lesbiens.
En 2009, à l'initiative de deux étudiants, Arthur Vauthier et Félix Pellefigues, un kiss-in a lieu à Paris le 7 juin place du Trocadéro et un mouvement, "Kiss-in contre l'homophobie !", est créé.
Des initiatives de kiss-in sont alors développées à travers toute la France, et des "attentats aux bisous" sont organisés à Dijon le 12 juillet 2009 par Marie Riquet, le 26 septembre 2009 dans une dizaine de villes et le 12 décembre dans plus d'une vingtaine de villes en France, au Canada, en Suisse, en Belgique, en Australie (Sydney) et au Pérou (Lima). 
Un kiss-in est organisé à l'occasion de la Saint-Valentin, du 12 au 28 février 2010, dans de nombreuses villes de France (Angers, Auxerre, Bordeaux, Caen, Gap, Lille, Lyon, Marseille, Montpellier, Nice, Paris, Poitiers, Rennes, Toulon, Toulouse), en Australie, au Pérou, en Belgique, en Suisse, au Venezuela et en Angleterre (Londres). 
Un nouveau kiss-in global (the Great Global Kiss-in), pour le week-end du 15 mai 2010, à l'occasion de l'IDAHO (journée mondiale contre l'homophobie, le 17 mai), est organisé par le Comité Idaho, en partenariat avec le mouvement "Kiss-in contre l'homophobie !" et les webmédias gays.com et Yagg.com.  Il a lieu simultanément dans 21 pays.
Le 3 avril 2010 à Nice, un kiss-in s'organise spontanément en réaction à l'agression d'un couple homosexuel, dans le square Alsace-Lorraine.
En novembre 2010, des kiss-in ont lieu en Espagne et en Amérique latine pour protester contre la venue du pape, notamment un kiss-in à Barcelone le 7 novembre.
Le 13 octobre 2012, deux jeunes femmes s'embrassent devant une manifestation contre le mariage homosexuel à Marseille. Le baiser de Marseille, pris en photo et publié dans la presse, devient le symbole de la lutte pour les droits LGBT en France.
Le 12 juin 2013, un kiss-in, soutenu par le festival du film LGBT Chéries-Chéris de Paris, a eu lieu à Saint-Cloud afin de protester contre la censure par son maire de l'affiche du film L'Inconnu du Lac d'Alain Guiraudie.